# Alexandre Valdant
Pas d'image ? Cliquez ici

a Compétitions nationales et continentales officielles uniquement.

Dernière mise à jour le 14 avril 2020.
Alexandre Valdant, né le 7 janvier 1987, est un joueur français de rugby à XV évoluant au poste de troisième ligne.

## Biographie
Il joue en 2006-2007 avec un contrat espoirs. Il fait partie de l'équipe du Pays d'Aix RC qui obtient son ticket pour la Pro D2 en 2009.

## Clubs successifs
- ????-???? : Saint-Genis-Laval
- 2004-2008 : CS Bourgoin-Jallieu
- 2008-2010 : Pays d'Aix RC
- depuis 2010 : AS Mâcon

## Palmarès
- Champion de France universitaire (nationale 1) avec Grenoble en 2008[réf. nécessaire]
- Champion de France universitaire (nationale 2) avec Lyon 3 en 2011[réf. nécessaire]
- Champion de France Reichel en 2006 face à Narbonne (remplaçant, il supplée Nicolas Bontinck à la 75e) et en 2007 face à Pau (titulaire)[réf. nécessaire]

## Statistiques en sélection nationale
- International -19 ans : 
  - 2006 : participation au championnat du monde à Dubaï, 5 sélections, 2 essais (Angleterre, Australie, Argentine, Irlande, Afrique du Sud). et participation au tournoi des six nations, 2 sélections (Écosse, pays de Galles)[réf. nécessaire]
  - 6 sélections en 2005-2006.[réf. nécessaire]
- International -18 ans : 3 sélections en 2005, 1 essai (contre l'Espagne, l'Écosse, Angleterre).[réf. nécessaire]
- International universitaire : 1 sélection en 2012, 1 essai (contre l'Angleterre).[réf. nécessaire]